# Meganyctiphanes norvegica
Meganyctiphanes norvegica ist eine im Nordatlantik und Mittelmeer vorkommenden Leuchtgarnelen-Art. Sie ist die einzige Art der Gattung Meganyctiphanes und bildet im Plankton als Krill ein wichtiges Beutetier für Wale, Fische und Vögel.

## Merkmale
Meganyctiphanes norvegica kann bis zu 45 mm lang werden und hat eine transparente bis gelbliche Färbung. Weibchen können einen blauen Schimmer besitzen, bevor sie laichen. Der „Magen“ schimmert rot durch die transparente Haut. Dies ist ein Anzeichen dafür, dass Meganyctiphanes norvegica sich überwiegend von Ruderfußkrebsen (Copepoda) ernährt. Im Südlichen Ozean erfüllt der Antarktische Krill (Euphausia superba) eine ähnliche Rolle.
Die runden Augen von Meganyctiphanes norvegica haben eine mittlere Größe, das Verhältnis von Augendurchmesser zu Carapaxlänge beträgt 0,19. Das erste Segment des Stiels der ersten Antennen hat einen für diese Art charakteristischen, nach hinten gerichteten Fortsatz. Das zweite Segment besitzt einen nach vorne gerichteten Stachel, ebenso das dritte, dessen Stachel jedoch kleiner ist. Der Carapax besitzt kein Rostrum und ist vorne leicht nach unten gebogen. Hinter den Augen befindet sich jeweils ein deutlicher Stachel. An den Flanken des Carapax befindet sich ein kleines Zähnchen. Das Abdomen hat keine rückenseitigen Stacheln oder sonstige Auffälligkeiten.
Das achte Paar Gliedmaßen des Thorax liegt nur rudimentär vor, das siebte ist deutlich entwickelt, obwohl der Endopodit nur aus zwei verlängerten Segmenten besteht. Die Photophore sind rot und liegen jeweils einzeln zwischen den Pleopoden.

## Lebenszyklus
Im Frühjahr laichen die Weibchen zwischen 350 und 550 Eier, aus denen etwa 0,5 mm große Nauplien schlüpfen. Die Larven entwickeln sich über die Stadien Metanauplis, Calyptopsis und Furcilia zum 8 bis 13 mm langen Juvenilen und erreichen Geschlechtsreife mit einem Alter von einem Jahr und einer Körperlänge von 22 mm. Meganyctiphanes norvegica kann drei Jahre alt werden.

## Lebensraum und Verbreitung
Meganyctiphanes norvegica hat ihr Verbreitungsgebiet im Nordatlantik und im Mittelmeer. Sie lebt westlich von Grönland im Norden, bis etwa Cape Hatteras im Süden, bei etwa 34° N an der Atlantikküste der USA. Sie ist sowohl in der Bay of Fundy als auch im Sankt-Lorenz-Golf zu finden. Die Verbreitung reicht in die Barentssee und bis Nordafrika. Im Kattegat und in der Ostsee kommt sie nicht vor.
Fortpflanzungszentren sind der Golf von Maine, der Sankt-Lorenz-Golf, die Gewässer südlich von Island und das Nordmeer bis 70° N. Tagsüber halten die Tiere sich in 100 bis 500 Metern Tiefe auf und führen tägliche Vertikalwanderungen durch, um in der Nacht auf Nahrungssuche in der Nähe der Oberfläche zu gehen. Sie bilden riesige Schwärme, die Finnwale und andere anlocken und sind vor allem in den Küstenregionen Beutetier von Walen, Robben, Fischen, Tintenfischen, Zehnfußkrebsen und Vögeln. Meganyctiphanes norvegica frisst Zooplankton und auch Algen.